# Mechow
Mechow település Németországban, Schleswig-Holstein tartományban. Lakosainak száma 127 fő (2023. december 31.). Mechow Bäk, Ratzeburg és Ziethen községekkel határos.

## Népesség
A település népességének változása:
| Lakosok száma | 116  | 110  | 127  | 129  | 133  | 128  | 127  |
|               | 1975 | 2014 | 2017 | 2019 | 2021 | 2022 | 2023 |